# اس‌تی‌اس-۶۱-اف
اس‌تی‌اس-۶۱-اف(به انگلیسی: STS-61-F) یکی از مأموریت‌های شاتل فضایی ایالات متحده بود که قرار بود در تاریخ ۱۵ مه ۱۹۸۶ با استفاده ازفضاپیمای چلنجر پرتاب شود. این ماموریت پس از انفجار فضاپیمای چلنجر در اوایل همان سال، لغو شد. 
هدف اصلی اس‌تی‌اس-۶۱-اف استقرار کاوشگر خورشیدی اولیس بود که ابتدا به مشتری سفر می‌کرد و از آن به عنوان کمک‌کننده گرانشی استفاده می‌کرد تا در مدار قطبی در اطراف خورشید قرار بگیرد.  